# Snake Indian River
Snake Indian River är ett vattendrag i Kanada.   Det ligger i provinsen Alberta, i den centrala delen av landet, 3 100 km väster om huvudstaden Ottawa.
I omgivningarna runt Snake Indian River växer i huvudsak barrskog. Trakten runt Snake Indian River är nära nog obefolkad, med mindre än två invånare per kvadratkilometer.